# Greenwich Village (película de 1944)
Greenwich Village es una película estadounidense de 1944, producida por 20th Century Fox y dirigida por Walter Lang. En los papeles principales actúan Carmen Miranda y Don Ameche.

## Argumento
En 1922, durante la Ley Seca, el novato compositor Kenneth Harvey (Don Ameche) se trasladó a Greenwich Village, Nueva York, con la intención de atraer a un famoso compositor a su obra. En un bar conoce a Danny O'Mara (William Bendix), quien quiere hacer de su novia Bonnie Watson (Vivian Blaine) una estrella de un musical. Otra actriz del bar, Princess Querida O'Toole (Carmen Miranda), piensa que Kenneth es rico cuando lo ve sacarse del bolsillo todo el dinero que traía. Kenneth y Bonnie comienzan un romance, para desesperación de Danny. Un conductor famoso está interesado en la obra de Kenneth, con la intención de hacerla debutar en el Carnegie Hall. Kenneth trabaja duro en la pieza que sería para el show en el bar de Danny, aunque Bonnie ya ha escrito la letra. Una confusión se establece cuando uno de los músicos roba el pago de la orquesta. Además, Kenneth es arrestado mientras transporta bebida proporcionada por Princess Querida O'Toole. Pero las pruebas continúan. Danny paga la libertad bajo fianza de Kenneth la noche del estreno del musical. Las confusiones se aclaran y Bonnie y Kenneth se abrazan al final de la película.

## Reparto principal
- Carmen Miranda —  Princess Querida O'Toole
- Don Ameche —  Kenneth Harvey
- William Bendix —  Danny O'Mara
- Vivian Blaine —  Bonnie Watson
- Felix Bressart —  Hofer
- Tony De Marco —  Tony De Marco
- Sally De Marco — Sally De Marco
- The Revuers —  Conjunto musical
- B.S. Pully —  Brophy, portero
- The Four Step Brothers —  The Four Step Brothers
- Emil Rameau —  Kavosky

## Producción

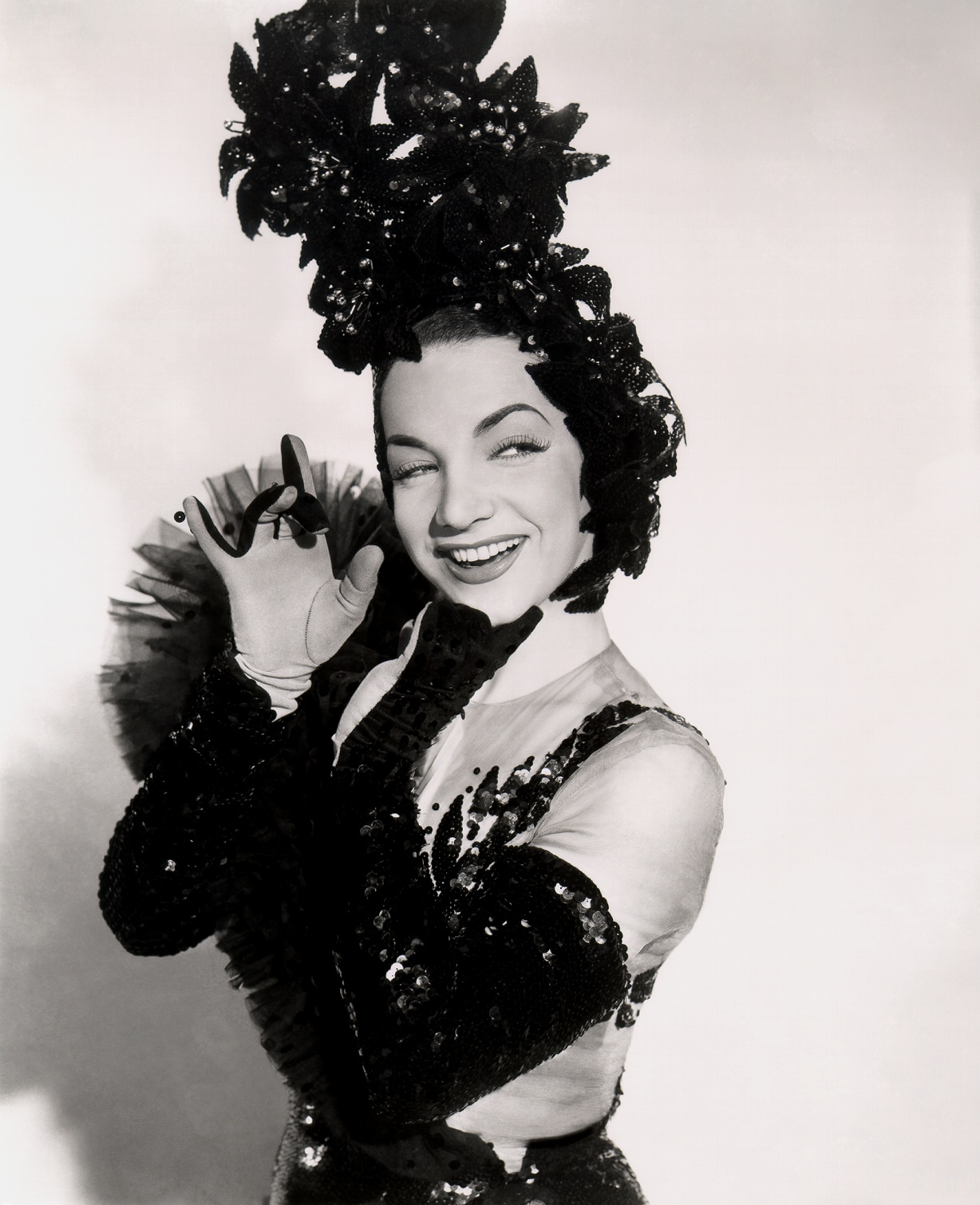
Carmen Miranda en la publicidad de la foto de la película.

Información de colección "Twentieth Century-Fox Produced Scripts", indica que Robert Ellis, Helen Logan y Valentine Davies trabajaron en las primeras versiones del guion de esta película.
Originalmente, Alice Faye y Phil Reagan iban a protagonizar la película. Otros actores anunciados fueron Ronald Graham, Jack Oakie (quien encarnaría a "Danny O'Mara", de acuerdo a los registros del estudio), Phil Baker y Perry Como (quien haría su debut en el cine). En julio de 1943, la actriz Lillian Porter había sido probada para la película, pero su participación no fue confirmada. Aunque los créditos en la pantalla dicen que la actriz Vivian Blaine tuvo allí "su primer papel importante", ella había aparecido en varias producciones anteriores para Twentieth Century-Fox, incluyendo un papel estelar en Jitterbugs (1943).
La película marcó el debut de "The Revuers", un grupo de cabaret con Judy Holliday, Betty Comden, Adolph Green y Alvin Hammer. Los "The Revuers" habían firmado un contrato con 20th Century Fox para su debut en el cine, su secuencia en la película fue cortada sin embargo en la edición final, el grupo sólo aparece en la escena de la fiesta en el apartamento de "Bonnie Watson". Después de que el grupo se separó, Judy Holliday se convirtió en una comediante conocida en Broadway y el cine, y ganó un Oscar a la Mejor Actriz por Born Yesterday (1950).
De acuerdo a la información del archivo de la película en el MAP/PCA Colección en Biblioteca AMPAS, la "Breen Office" rechazó inicialmente el guion debido a "las escenas innecesarias excesivas de bebidas y la embriaguez."
Leo Robin se asoció con Nacio Herb Brown para componer las canciones de la película después de haber colaborado durante mucho tiempo con Ralph Rainger, quien murió en un accidente aéreo en octubre de 1942. Las canciones Robin y Brown que se incluyeron fueron: I'm Down to My Last Dream, You Make Me Mad, Oh, Brother, Never Before, That Thing They Sing About, I've Been Smiling in My Sleep y I Have to See You Privately. La interpretación de Give Me a Band and a Bandana por Carmen Miranda incluye partes de las canciones O Que É que a Baiana Tem?, de Dorival Caymmi; y Quando Eu Penso na Bahia, de Ary Barroso.

## Lanzamiento
La película fue estrenada en los EE. UU. el 27 de septiembre de 1944. En Brasil, su estreno tuvo lugar el 2 de agosto de 1945.

### Recepción de la crítica
«El technicolor es el principal triunfo de la película (...) pero aun así vale la pena ver la presencia de Carmen Miranda», escribió Bosley Crowther para The New York Times.